# NetBeans
NetBeans IDE — свободная интегрированная среда разработки приложений (IDE) на языках программирования Java, Python, PHP, JavaScript, C, C++, Ада и ряда других.
Проект NetBeans IDE поддерживается и спонсируется компанией Oracle, однако разработка NetBeans ведётся независимым сообществом разработчиков-энтузиастов (NetBeans Community) и компанией NetBeans Org.
Последние версии NetBeans IDE поддерживают рефакторинг, профилирование, выделение синтаксических конструкций цветом, автодополнение набираемых конструкций на лету и множество предопределённых шаблонов кода.
Для разработки программ в среде NetBeans и для успешной инсталляции и работы самой среды NetBeans должен быть предварительно установлен Sun JDK или J2EE SDK подходящей версии. Среда разработки NetBeans по умолчанию поддерживала разработку для платформ J2SE и J2EE. Начиная с версии 6.0 NetBeans поддерживает разработку для мобильных платформ J2ME, C++ (только g++) и PHP без установки дополнительных компонентов.
В сентябре 2016 года Oracle передала интегрированную среду разработки NetBeans в руки фонда Apache.

## Возможности
В версии NetBeans IDE 6.1 декларируется поддержка UML, SOA, языка программирования Ruby (включая поддержку Ruby on Rails), а также средства для создания приложений на J2ME для мобильных телефонов. В версии 6.5 добавлена поддержка языка PHP. Также для тестирования выложен модуль поддержки Python.
NetBeans IDE поддерживает плагины, позволяя разработчикам расширять возможности среды. Одним из самых популярных плагинов является мощный дизайнер отчётов iReport (основанный на библиотеке JasperReports).
На идеях, технологиях и в значительной части на исходном коде NetBeans IDE базируются предлагаемые фирмой Sun коммерческие интегрированные среды разработки для Java — Sun Java Studio Creator, Sun Java Studio Enterprise и Oracle Solaris Studio (для ведения разработки на C, C++ или Фортран). Сравнительно недавно Sun стала предлагать эти среды разработки бесплатно для зарегистрировавшихся в Sun Developer Network (SDN) разработчиков, сама же регистрация на сайте бесплатна и не требует никаких предварительных условий, кроме согласия с лицензией CDDL.
NetBeans IDE доступна в виде готовых дистрибутивов (прекомпилированных бинарных файлов) для платформ Microsoft Windows, Linux, FreeBSD, Mac OS X, OpenSolaris и Solaris (как для SPARC, так и для x86 — Intel и AMD). Для всех остальных платформ доступна возможность скомпилировать NetBeans самостоятельно из исходных текстов.
В релизе NetBeans IDE 6.7 была добавлена интеграция с Project Kenai, поддержка языка Groovy и веб-фреймворка Grails. В версии 6.8 — поддержка PHP-фреймворка Symfony, а в 6.9 — Zend Framework.
В версии 7 производитель отказался от поддержки языка Ruby и Ruby on Rails, объясняя этот отказ большим объёмом работ по поддержке Java 7 и сравнительно невысокой потребностью в этом языке и технологии среди пользователей NetBeans (компонент Ruby and Rails был взят на сопровождение сообществом и продолжает существовать). Таким образом, «из коробки» последние версии NetBeans поддерживают только Java (включая Java FX, Java ME, Java EE), C/C++, Groovy, PHP, HTML, JavaScript, CSS. Также для версии 7 не имеется ни собственных, ни бесплатных сторонних компонентов поддержки UML-моделирования.

## История
Разработка среды NetBeans началась в 1996 году под названием Xelfi (игра букв на основе Delphi), в качестве проекта студентов по созданию Java IDE под руководством Факультета Математики и Физики Карлова Университета в Праге. В 1997 году Роман Станек сформировал компанию вокруг проекта и стал выпускать коммерческие версии среды NetBeans до передачи всех прав на IDE корпорации Sun Microsystems в 1999 году. Sun открыла исходные коды среды разработки NetBeans IDE в июне следующего года. Сообщество NetBeans с тех пор постоянно развивается и растёт благодаря людям и компаниям, использующим и поддерживающим проект. В 2010 году Sun (и, следовательно, NetBeans) была приобретена корпорацией Oracle. Под управлением Oracle NetBeans конкурировала с JDeveloper, бесплатной IDE, которая исторически была продуктом компании. В сентябре 2016 года Oracle заявила о передачи NetBeans в Apache Software Foundation. Этот шаг был одобрен создателем Java Джеймсом Гослингом. Проект вошел в инкубатор Apache в октябре 2016 года.

### Текущие версии
NetBeans IDE 6.0, созданная на основе предыдущей версии 5.5.1, предоставляет гибкую поддержку создания модулей для IDE и интернет-приложений, основанных на платформе NetBeans, новый дизайнер пользовательских интерфейсов (известный под названием «Проект Matisse»), новую и переработанную поддержку системы управления версиями CVS, поддержку Weblogic 9 и JBoss 4, и множество улучшений в редакторе. NetBeans 6.0 поставляется в составе дистрибутивов Ubuntu 8.04 и Debian.
NetBeans IDE 6.5, выпущенная в ноябре 2008 года, расширяет возможности Java EE (включая поддержку Java Persistence, EJB 3 и JAX-WS). Дополнительно NetBeans Enterprise Pack поддерживает разработку приложений Java EE 5 Enterprise, включая визуальные средства SOA, средства для работы с XML schema, работу с веб-сервисами (для BPEL), и моделирование на языке UML. Сборка NetBeans IDE Bundle for C/C++ поддерживает проекты на языках C/C++.
NetBeans IDE 7.2. Из списка поддерживаемых языков в этой версии удалён Ruby.
Текущая стабильная версия среды — NetBeans IDE 8.2.
Apache NetBeans 9.0, опубликована в июле 2018. Добавляет поддержку Java 9 и 10.
Apache NetBeans 10.0 выпущена 27 декабря 2018 года. Была добавлена поддержка Java 11 и улучшена поддержка PHP (7.0–7.3).
Apache NetBeans 12.1 выпущена 1 сентября 2020 года. Была добавлена поддержка Java 12-14.

## NetBeans Platform
NetBeans Platform — платформа для разработки модульных настольных Swing-приложений. NetBeans IDE содержит все, что нужно для разработки плагинов и приложений на основе NetBeans Platform. Приложения могут динамически загружать другие модули. Любое приложение может включить модуль Обновления, чтобы позволить пользователям загружать обновления для программ и модулей в работающее приложение.
NetBeans Platform предлагает многократно используемые сервисы и модули для настольных приложений, позволяя разработчикам сфокусироваться на логике приложения.
Особенности платформы:
- Управление дизайном приложения (меню, всплывающие окна)
- Управление настройками пользователя
- Управление хранением данных
- Управление окнами
- Фреймворк для разработки пошаговых мастеров установки.
- NetBeans Visual Library — библиотека визуальных элементов
- Integrated Development Tools — встроенные инструменты разработки

## NetBeans Profiler
NetBeans Profiler — инструмент для мониторинга Java-приложений: он помогает разработчикам искать утечки памяти и оптимизировать скорость работы.

## NetBeans IDE GUI Builder
Формально известный как проект Matisse инструмент для визуальной разработки интерфейса, позволяющий разработчикам проектировать и составлять интерфейсы к программам посредством перетаскивания элементов в рабочую область.
Этот инструмент поддерживает спецификации JSR 296 (Swing Application Framework) и JSR 295 (Beans Binding technology).

## Сборки NetBeans IDE
Пользователи могут выбирать, какую сборку NetBeans IDE они хотят загрузить для работы с кодом.
NetBeans IDE Bundle for Web & Java EE Сборка предоставляет инструменты для всех последних стандартов Java EE 6, включая новые: Java EE 6 Web Profile, Enterprise Java Beans (бины), сервлеты, Java Persistence API, веб-сервисы и аннотации.
NetBeans также поддерживает JSF 2.0 (Facelets), JavaServer Pages (JSP), Hibernate, Spring, и Struts-фреймворки. А также веб-серверы, такие, как GlassFish и Apache Tomcat.
NetBeans IDE Bundle for PHP.
Начиная с версии 6.5 Netbeans поддерживает PHP. Сборка для PHP включает:
- подсветка синтаксиса, автозавершение кода, подсветка вхождений и ошибок.
- отладка кода xdebug
- поддержка тестирования с PHPUnit[англ.] и Selenium
- поддержка PHP фреймворков Symfony (с версии 6.8) и Zend Framework (с версии 6.9)
- поддержка PHP 5.3 (с версии 6.8)
- поддержка Git начиная (с версии 7.1)